# Pilea
Pilea là chi thực vật có hoa trong họ Tầm ma.

## Các loài
Chi này gồm các loài:
- Pilea cadierei
- Pilea cataractae
- Pilea crassifolia
- Pilea depressa
- Pilea fontana
- Pilea glauca
- Pilea grandifolia
- Pilea involucrata
- Pilea jamesonia
- Pilea laevicaulis
- Pilea matama
- Pilea microphylla
- Pilea mollis
- Pilea myriophylla
- Pilea napoana
- Pilea nummulariifolia
- Pilea peperomioides
- Pilea pollicaris
- Pilea pumila
- Pilea repens
- Pilea riopalenquensis
- Pilea schimpfii
- Pilea selbyanorum
- Pilea serpyllacea
- Pilea serratifolia
- Pilea topensis
- Pilea trianthemoides
- Pilea trichosanthes
- Pilea trilobata
- Pilea tungurahuae